# میزاک‌کولار
میزاک‌کولار (به لاتین: Mizakkular) یک منطقه مسکونی در جمهوری آذربایجان است که در شهرستان تووز واقع شده است.